# إيرسان غولوم
إيرسان أدم غولوم (بالتركية: Ersan Adem Gülüm) هو لاعب كرة قدم أسترالي المولد وتركي الجنسية والأصل ولد في يوم 17 مايو 1987 في مدينة ملبورن في أستراليا، يلعب حالياً مع نادي بشكتاش وسبق له اللعب مع نادي أضنة سبور وإيلازيغ سبور ومانيساسبور وهيوم سيتي ودونكاستر روفرز وغرين غولي كما لعب مع منتخب تركيا لكرة القدم ويبلغ طوله 185 سم.

## روابط خارجية
- إيرسان غولوم على موقع الاتحاد الدولي (مؤرشف)  (الإنجليزية)
- إيرسان غولوم على موقع الاتحاد الأوربي (الإنجليزية)
- إيرسان غولوم على موقع اتحاد تركيا (لاعب) (الإنجليزية)
- إيرسان غولوم على موقع قاعدة بيانات كرة القدم.إي يو (الإنجليزية)
- إيرسان غولوم على موقع ناشيونال فوتبول تيمز (الإنجليزية)
- إيرسان غولوم على موقع Soccerway.com (الإنجليزية)
- إيرسان غولوم على موقع عالم كرة القدم.نت (الإنجليزية)
- إيرسان غولوم على موقع AS.com (الإسبانية)